# NGC 939
NGC 939 је елиптична галаксија у сазвежђу Еридан која се налази на NGC листи објеката дубоког неба.
Деклинација објекта је - 44° 26' 47" а ректасцензија 2h 26m 21,4s. Привидна величина (магнитуда) објекта NGC 939 износи 13,1 а фотографска магнитуда 14,1. NGC 939 је још познат и под ознакама ESO 246-11, MCG -7-6-4, PGC 9271.